# آگوست زیرنر
آگوست زیرنر (انگلیسی: August Zirner، زاده ۷ ژانویه ۱۹۵۶) یک بازیگر آمریکایی-اتریشی است که در بیش از ۶۰ فیلم ایفای نقش کرده‌است.
او یکی از محبوب‌ترین بازیگران در آلمان است.

## جوایز
او در سال ۲۰۰۶ جایزه «شناخت ویژه» را از آکادمی هنرهای نمایشی آلمان در جشنواره فیلم بادن بادن برای تیم تولید WUT گرفت.

## فیلم شناسی
- تعهد
- جاعلان
- آمین.
- جانبداری
- بومی